# Валентин Павлов
Валентин Сергејевич Павлов (рус. Валентин Сергејевич Павлов; Москва, 27. септембар 1937 — 30. март 2003) био је совјетски званичник који је постао руски банкар након распада Совјетског Савеза. Рођен у Москви, тада део Руске совјетске федеративне социјалистичке републике, Павлов је своју политичку каријеру започео у Министарству финансија 1959. године. Касније, током Брежњева, постао је шеф финансијског одељења Државног одбора за планирање. Павлов је именован на место председника Државног комитета за цене током ере Горбачова, а касније је постао министар финансија у другој влади Николаја Ришкова. Потом је наследио Ризхкова као шефа владе на новооснованом мјесту премијера Совјетског Савеза.
Као премијер Павлов је иницирао совјетску монетарну реформу из 1991. године, која се обично назива Павловом реформом, почетком 1991. године. Рано је рекао медијима да је реформа покренута како би се зауставио проток совјетских рубаља који су транспортовани у Совјетски Савез из иностранства. Иако се у то време исмевала, та се изјава касније доказала као истинита. У јуну исте године, Павлов је позвао на пренос власти са председника Совјетског Савеза на премијера и кабинет министара. Када то није успело, придружио се завјери за свргавање Горбачова. У августу је учествовао у покушају државног удара из 1991. године, који је покушао да спријечи распад Совјетског Савеза. Павлов је ухапшен због умешаности у пуч и наставио је да ради у банкарском сектору у постсовјетској Русији. Наследио га је Иван Силајев.

## Младост и каријера
Рођен је у Москви, 27. септембра 1937. године; дипломирао је на Московском финансијском институту 1958. године. Започео је своју номенклатурску (бирократску) каријеру као владин економист. Почео је да ради као службеник Министарства финансија 1959. године и постао члан Комунистичке партије Совјетског Савеза 1962. Раније у каријери радио је и за Министарство финансија Руске Совјетске Федеративне Социјалистичке Републике (РСФСР). Павлов је почео да ради за Државни одбор за планирање 1979. године и постао је члан одбора Државног одбора за планирање 1981. Био је на функцији шефа Одела за финансије Државног одбора за планирање, одела који је надгледао све аспекте планске економије земље. Од јануара до августа 1986. био је први заменик министра финансија у министарству Бориса Гостева.
Павлов је именован за председника Државног комитета за цене 15. августа 1986. године и ту функцију задржао је до 7. јуна 1989. Током целог периода, а касније и као министар финансија, Павлов је подржао предлог централизоване ценовне реформе коју је поставио Николај Ришков, председник Савета министара. Он је успео да Гостев постане министар финансија у влади Ришкова 1989. године, а његово време на тој функцији сматрано је неспорним, иако Лира Розенова, заменик председника Државног комитета за цене, није изабрана на место председника Државног одбора за њено заговарање Павлових планова за централно управљану реформу цијена. Он је био једини министар у Ришковљевој влади који је био и члан Председништва Савета министара.